# Stiphropella gracilis
Stiphropella gracilis är en spindelart som beskrevs av Lawrence 1952. Stiphropella gracilis ingår i släktet Stiphropella och familjen krabbspindlar. Inga underarter finns listade i Catalogue of Life.